# Taxenbach
Taxenbach település Ausztriában, Salzburg tartományban a Zell am See-i járásban található. Területe 88,24 km², lakosainak száma 2 732 fő, népsűrűsége pedig 31 fő/km² (2014. január 1-jén). A település 776 méteres tengerszint feletti magasságban helyezkedik el.
A település részei:
- Berg (98 fő, 2015. január 1-jén)
- Brandenau (26)
- Großsonnberg (80)
- Gschwandtnerberg (176)
- Hasenbach (120)
- Höf (235)
- Högmoos (224)
- Hopfberg (50)
- Hundsdorf (185)
- Kleinsonnberg (132)
- Lacken (130)
- March (44)
- Schackendorf (86)
- Taxberg (185)
- Taxenbach (860)
- Thannberg (92)

## Fordítás
Ez a szócikk részben vagy egészben  a   Taxenbach című angol Wikipédia-szócikk ezen változatának fordításán alapul.  Az eredeti cikk szerkesztőit annak laptörténete sorolja fel. Ez a jelzés csupán a megfogalmazás eredetét és a szerzői jogokat jelzi, nem szolgál a cikkben szereplő információk forrásmegjelöléseként.